# 6975 Hiroaki
6975 Hiroaki eller 1992 QM är en asteroid i huvudbältet som upptäcktes den 25 augusti 1992 av den japanska astronomen Satoru Otomo i Kiyosato. Den är uppkallad efter den japanska amatörastronomen Hiroaki Hayashi.
Asteroiden har en diameter på ungefär 18 kilometer.